# SpC Rudolfshügel
SpC Rudolfshügel – austriacki klub piłkarski z wiedeńskiej dzielnicy Favoriten. Rozwiązany w 1934 roku.

## Historia
Klub sportowy SpC Rudolfshügel został założony w miejscowości Wiedeń 2 września 1902 roku. Rudolfshügel to nazwa Wzgórza pomiędzy Laaer Berg i Wienerberg. W grudniu 1903 roku klub dołączył do Austriackiego Związku Piłki Nożnej. Zaledwie rok później doszło do wewnętrznych sporów, tak że niektórzy młodzi gracze odeszli z klubu i założyli ASV Hertha. Od 1904 do 1907 występował w nieoficjalnych rozgrywkach 2. Klasse, zajmując czołowe pozycje. 25 września 1907 roku pozwolono mu przejść do 1. Klasse. W 1911 roku zespół startował w pierwszych oficjalnych rozgrywkach mistrzostw Austrii, które początkowo ograniczały się do drużyn wiedeńskich. W debiutowym sezonie 1911/12 zajął 10.miejsce w Erste Klasse i potem musiał grać w barażach o 9.miejsce ligowe z Herthą, która zajęła 9.miejsce (oba kluby mieli jednakową liczbę punktów). Przegrał z Herthą i był zmuszony potem walczyć w barażach o pozostanie w lidze z mistrzem drugiej klasy SC Wacker, którego pokonał 6:0. W kolejnych trzech sezonach zajmował 7.miejsce. W sezonie 1915/16 awansował na piątą lokatę, aby w 1916/17 być trzecim w tabeli. W sezonie 1917/18 uplasował się na czwartej pozycji. Dopiero w sezonie 1918/19 osiągnął największy sukces, zdobywając wicemistrzostwo Austrii. Jednak potem rozpoczęła się gorsza seria w kolejnych sezonach. Sezon 1922/23 zakończył na ostatnim 13.miejscu i spadł do drugiej ligi. Następnie zwyciężył w 2. Klasse Süd i po roku wrócił do I. Ligi. W kolejnych sezonach na najwyższym poziomie znajdował się w dolnej połowie tabeli. Sezon 1926/27 uplasował się na ostatniej 13.pozycji i ponownie został zdegradowany do drugiej ligi. Po zakończeniu sezonu 1927/28, w którym zajął czwarte miejsce, klub od października 1927 roku został ostatecznie zawieszony przez związek, ponieważ nie był w stanie wypłacić „w znacznym stopniu” wygórowanych wynagrodzeń graczom Englert i Ambros. Przez problemy finansowe klub nie był w stanie wystartować w rozgrywkach zawodowych i latem 1928 dołączył do VAFÖ. Po kilku sezonach w amatorskich mistrzostwach VAFÖ klub został całkowicie rozwiązany w 1934 roku, a większość zawodników przeniosła się do 1. FFC Vorwärts 06 Wien.

## Barwy klubowe, strój
|  |  |

Klub ma barwy niebiesko-białe. Zawodnicy domowe spotkania zazwyczaj grają w białych koszulkach, niebieskich spodenkach oraz niebieskich getrach.

## Sukcesy

### Trofea międzynarodowe
Nie uczestniczył w rozgrywkach europejskich (stan na 31-05-2019).

### Trofea krajowe
| \| \| Zdobyte trofea w rozgrywkach Austrii (stan na: 31-05-2019) \| |                                                            |      |                  |
| Rozgrywki                                                           | Osiągnięcie                                                | Razy | Sezon(y)         |
| · Mistrzostwo                                                       | I miejsce                                                  | 0    |                  |
| · Mistrzostwo                                                       | II miejsce                                                 | 1    | 1918/19          |
| · Mistrzostwo                                                       | III miejsce                                                | 2    | 1916/17, 1920/21 |
| Puchar                                                              | zdobywca                                                   | 0    |                  |
| Puchar                                                              | finalista                                                  | 0    |                  |
| Puchar                                                              | półfinalista                                               | 1    | 1918/19          |
| II liga                                                             | I miejsce                                                  | 1    | 1923/24 (Süd)    |
| II liga                                                             | II miejsce                                                 | 0    |                  |
| II liga                                                             | III miejsce                                                | 0    |                  |
| Austria                                                             | Zdobyte trofea w rozgrywkach Austrii (stan na: 31-05-2019) |      |                  |

## Poszczególne sezony

### Rozgrywki międzynarodowe

#### Europejskie puchary
Nie uczestniczył w rozgrywkach europejskich.

### Rozgrywki krajowe
| \| Austria \| Bilans występów klubu w rozgrywkach piłkarskich Austrii (Stan na 31 maja 2019 r.) \| \| |                                                                                   |        |       |   |   |   |    |    |     |                      |        |        |      |
| Poziom                                                                                                | Rozgrywki                                                                         | Sezony | Mecze | Z | R | P | B+ | B– | Pkt | Lata                 | Awanse | Spadki | Naj. |
| I | Erste Klasse/ I. Liga                                                             | 15     |       |   |   |   |    |    |     | 1911–1923, 1924–1927 | 0      | 2      | 2    |
| II | 2. Klasse Süd/ II. Liga                                                           | 2      |       |   |   |   |    |    |     | 1923/24, 1927/28     | 1      | 0      | 1    |
| | Puchar Austrii                                                                    | ?      |       |   |   |   |    |    |     | od 1917              | 0      | 0      | 1/2  |
| Austria                                                                                               | Bilans występów klubu w rozgrywkach piłkarskich Austrii (Stan na 31 maja 2019 r.) |        |       |   |   |   |    |    |     |                      |        |        |      |

## Struktura klubu

### Stadion
Klub piłkarski rozgrywał swoje mecze domowe na stadionie Sportplatz Rudolfshügel w Wiedniu o pojemności 2 000 widzów.

## Kibice i rywalizacja z innymi klubami

### Derby
- Austria Wiedeń
- First Vienna FC 1894
- Floridsdorfer AC
- Hertha Wiedeń
- Rapid Wiedeń
- 1. Simmeringer SC
- Vienna Cricket&FC
- Wiener AC
- Wiener AF
- Wiener SC